# Indiana Jones and the Infernal Machine
Indiana Jones and the Infernal Machine (с англ. — «Индиана Джонс и Адская машина») — компьютерная игра в жанре action-adventure, разработанная и изданная компанией LucasArts в 1999 году. Это первая 3D-игра в серии, а игровой процесс включает решение различных головоломок, борьбу с противниками и прохождение уровней. Сюжет разворачивается в 1947 году после событий комикса «Indiana Jones and the Iron Phoenix»; главный герой, археолог и искатель приключений Индиана Джонс, включается в борьбу с учёными и армией Советского Союза за древний артефакт, так называемую «Адскую машину». В погоне за мифическим вавилонским источником энергии ему вместе с двумя агентами ЦРУ предстоит собрать в различных частях света четыре части этого древнего устройства, которое, якобы, открывает портал в другое измерение.
Гейм-дизайнером игры выступил Хэл Барвуд, который считал франшизу об Индиане Джонсе идеально подходящей для жанра action-adventure. Изначально разработанная для операционной системы Microsoft Windows игра, позже получила усовершенствованный порт для платформы Nintendo 64, разработанный совместно с компанией Factor 5 и выпущенный исключительно в Северной Америке, а также 2D-версию для Game Boy Color, созданную компанией HotGen. Игра получила в целом положительные отзывы, её хвалили за хороший сюжет и проработанный дизайн уровней, однако критиковали за слишком сложную систему управления.

## Игровой процесс

Мир игры, первый уровень — «Каньонлендс», вид от третьего лица

Игра относится к жанру action-adventure с переплетением различных игровых механик боевика и приключения. Игрок управляет Индианой Джонсом от третьего лица на протяжении 17 уровней в трёхмерном полигональном мире. Также игрок постоянно сталкивается с элементами платформера; ему приходится бегать, прыгать, лазать и преодолевать препятствия при помощи кнута — отличительной особенности главного героя. Во время игры Инди приходится бороться с противниками — животными, людьми и сверхъестественными существами. В его арсенале разнообразное огнестрельное оружие, в том числе револьвер Инди, а также мачете или уже упомянутый выше кнут. Игроку предстоит также решать различные головоломки и искать сокровища. Некоторые уровни требуют использование транспортных средств, в том числе спуск по горной реке на надувной лодке, езду на джипе и в шахтёрской вагонетке. Конечная цель игры — отыскать четыре части Адской машины, чтобы затем собрать их воедино.

## Сюжет

Головоломка на 13-м уровне «Шахта» — вид от первого лица

Действие игры происходит в 1947 году, после окончания Второй мировой войны известный археолог Индиана Джонс, участвовавший в ней, возвращается к раскопкам. София Хэпгуд, давняя подруга Инди и сотрудница Центрального разведывательного управления США, прилетает на вертолёте к месту раскопок в национальном парке Каньонлендс и сообщает Джонсу о том, что Советский Союз начал раскопки руин в черте древнего города Вавилона. Раскопки возглавляет доктор Ленинградского государственного университета Геннадий Володников — физик, интересующийся альтернативными измерениями. Цель учёных Советского Союза — найти оружие, более мощное, чем ядерное, что даст СССР существенное преимущество в холодной войне.
София уговаривает Джонса выяснить, что же именно ищет советская экспедиция, и Инди отправляется на место раскопок в Королевстве Ирак. Там он объединяется с начальником Софии, Саймоном Тёрнером, и узнаёт, что Володников пытается найти древневавилонского бога Мардука, который обитает в потустороннем мире под названием Aetherium. Глубоко в руинах зиккурата Этеменанки Индиана Джонс обнаруживает и переводит глиняные таблички с надписями. Они повествуют об истинных целях строительства Вавилонской башни: 2600 лет до нашей эры царь Навуходоносор II был вдохновлён Мардуком на создание вечного двигателя, но испуганные вавилоняне разрушили корпус устройства, из-за чего четырём ученикам бога удалось сбежать с частями этой «адской машины».
Инди отправляется на поиски пропавших четырёх частей, чтобы найти их раньше, чем это сделает Советский Союз. Первую часть он находит в монастыре Шамбала на территории Казахской ССР, вторую — в действующем вулкане Палаван на Филиппинах, третью — в Долине ольмеков в Мексике, и четвёртую — в египетской гробнице на территории древнего города Мероэ в пустынях Англо-Египетского Судана. В конце путешествия он сталкивается с Тёрнером и Володниковым, каждый из которых требует отдать ему детали, уверяя, что именно на его стороне они будут в безопасности. Не полностью доверяя американцам, Джонс всё же выбирает меньшее из зол, и отдаёт детали Софии и Тёрнеру, на что Володников говорит, что, может быть, это даже и к лучшему, так как Мардук непременно отомстит осквернителям своей машины.
Встревоженный тем, что машина может оказаться в плохих руках, Джонс возвращается в Зал Скрижалей в Вавилоне и обнаруживает открытые врата, ведущие дальше в глубину руин, к ядру Адской машины. Он догоняет Софию и Тёрнера, который надеется убедить иное измерение сотрудничать с США и использует части машины для активации двигателя. Тёрнер заталкивает Софию в мистическую клетку и отправляет в Aetherium в качестве посла. Индиана Джонс не видит другого выхода, кроме как убить Тёрнера, однако из-за сбоя в работе машины Инди и Софию затягивает в другое измерение. Там археолог побеждает и убивает злобного Мардука и освобождает Софию из клетки. Вернувшись обратно в Вавилон, они встречают Володникова, который интересуется у Инди, удалось ли ему встретить Бога, что Джонс отрицает. В ходе беседы выясняется, что доктор не такой уж и злодей, как казалось в начале, и они вместе уходят в рассвет в поисках хорошей бутылки водки. В бонусном уровне Индиана Джонс возвращается в перуанский храм из первого фильма франшизы, и находит в секретной комнате ещё одну статую Мардука.

## Разработка

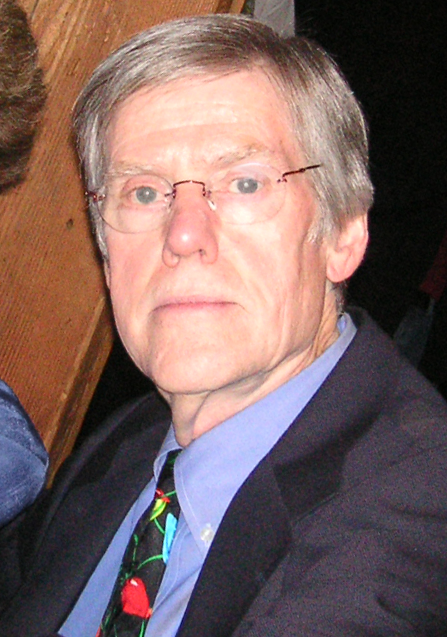
Хэл Барвуд — главный сценарист и дизайнер игры

Руководитель проекта разработки Хэл Барвуд всегда считал Индиану Джонса героем боевика. Основываясь на этом, он решил, что игра будет в жанре action-adventure, так как ему особенно нравился этот жанр и возможность использования в нём трёхмерных миров. Барвуд также полагал, что нацисты слишком часто используются в качестве злодеев в серии, поэтому вместо этого он поместил действие игры в эпоху холодной войны, с Советским Союзом в качестве антагониста. Изначально в качестве таинственного устройства планировалось использовать НЛО, но Джордж Лукас наложил вето на эту идею, оставив её для ещё на тот момент не взятого в разработку четвёртого фильма. Вместо этого Барвуд увлекся идеей древних технологий, таких как Антикитерский механизм, придумал Адскую машину в качестве макгаффина и поместил её в библейскую Вавилонскую башню, которая, как считается, соответствует Этеменанки — храму, посвящённому богу Мардуку.
Разработанная для Windows 95 и 98, игра использует модифицированную версию движка Sith, адаптированную для вида от третьего лица главным программистом Полом Лефевром. В конечном итоге освещение, столкновения, рендеринг и инструменты подверглись радикальной переработке до такой степени, что код изначального движка был переименован в «движок Джонса». Уровни были разработаны Стивеном Ченом, а позже концептуально оформлены иллюстрациями главного художника Уильяма Тиллера. В начале разработки планировалась поддержка многопользовательской игры, но в итоге от этой идеи отказались, поскольку она оказалась слишком сложной для адекватного тестирования. Вместо этого больше внимания было уделено дизайну одиночной кампании с её головоломками, а также аспектам исследования. Команда разработчиков внедрила систему подсказок, чтобы направлять игроков в правильном направлении. Кроме того, вернулась система оценок Indy Quotient из предыдущих игр про Индиану Джонса. За исключением «Марша искателей» Джона Уильямса, саундтрек был написан композитором Клинтом Баджакяном и состоит из порядка 130 оригинальных произведений. Дублированные языковые версии озвучки игры были выпущены издателем THQ в Германии, Ubisoft во Франции, Electronic Arts в Испании и CTO в Италии.
Предполагаемая версия для платформы PlayStation была отменена сразу после анонса игры. Однако команда из восьми сотрудников разработчика Factor 5 объединилась с художниками, дизайнерами и программистами из LucasArts для адаптации игры под платформу Nintendo 64. Разработка этой версии стартовала в начале марта 1999 года и была завершена в октябре 2000 года. За эти 19 месяцев в игру было внесено несколько улучшений, в том числе доработаны освещение в реальном времени, управление, камера и система частиц, а также добавлено прицеливание и назначение предметов на три кнопки контроллера Nintendo 64. Кроме того, версия для этой платформы содержит несколько новых музыкальных произведений, написанных Крисом Хюльсбеком, и использует секвенсорную музыку в отличие от предварительно записанного саундтрека оригинальной игры. Эта адаптация была выпущена только в Северной Америке и была доступна эксклюзивно в собственном магазине компании, LucasArts Company Store, а впоследствии большая часть распространялась в сети магазинов Blockbuster. Изначально предполагалось, что в Европе издателем версии игры для Nintendo будет компания Electronic Arts, однако позже издатель сменился на THQ. Запланированная на март 2001, дата релиза неоднократно переносилась и в сентябре 2001 года была окончательно отменена. 2D-версия игры для платформы Game Boy Color была разработана компанией HotGen в начале 2001 года.
В октябре 2018 года сервис GOG.com переиздал Indiana Jones and the Infernal Machine в виде загружаемой версии для установки на современных персональных компьютерах. В ноябре этого же года игра была выпущена в Steam.

## Отзывы и критика
| Сводный рейтинг       | Сводный рейтинг                                  |
| Агрегатор             | Оценка                                           |
| --------------------- | ------------------------------------------------ |
| GameRankings          | 73,55 % (PC) 70,99 % (N64) 73,80 % (GBC)         |
| Metacritic            | 75/100 (N64)                                     |
| Иноязычные издания    |                                                  |
| Издание               | Оценка                                           |
| AllGame               | (ПК) · (GBC)                                     |
| CVG                   | 8,8 (ПК)                                         |
| EGM                   | 6,83/10 (N64)                                    |
| Eurogamer             | 9/10 (ПК)                                        |
| Game Informer         | 6,75/10 (N64)                                    |
| GameSpot              | 6,3/10 (ПК) 6/10 (N64) 6,9/10 (GBC)              |
| IGN                   | 7,8/10 (ПК) 8,0 (N64)                            |
| Next Generation       | [ 65 ]                                           |
| Nintendo Power        | 7,8/10 (N64) · (GBC)                             |
| 64                    | 90 %                                             |
| Русскоязычные издания |                                                  |
| Издание               | Оценка                                           |
| Absolute Games        | 70 % (сносно)                                    |
| Game.EXE              | 2,5/5                                            |
| «Домашний ПК»         | 4,5/5                                            |
| «Игромания»           | 7,2/10                                           |
| «НИМ»                 | 4,5/10                                           |
| «Страна игр»          | 9/10                                             |
| Награды               |                                                  |
| Издание               | Награда                                          |
| GameSpot              | Most Disappointing Game of the Year (nomination) |

Версия игры для ПК получила в целом благоприятные отзывы, о чём свидетельствует средний балл на агрегаторе GameRankings. Некоторые критики сочли игру слишком похожей на Tomb Raider, однако отметили то, что она отличается от вышеупомянутой серии тем, что основана на франшизе об Индиане Джонсе и в большей степени полагается на решение головоломок. IGN похвалил игру за запутанный и интригующий сюжет. Eurogamer согласился с этим мнением и заявил, что сюжет «превосходно сплетён», усиливая ощущение «участия в большом фильме-блокбастере». Computer and Video Games, Eurogamer и IGN также похвалили Infernal Machine за уровни, назвав их «превосходно проработанными» и включающими «некоторые из самых блестящих макетов, … которые можно увидеть в играх такого типа». В то время как IGN полагал, что головоломки были достаточно разнообразными, и приветствовал включение системы подсказок, GameSpot считал, что многие головоломки в игре слишком сильно сосредоточены на платформерах, и утверждал, что они становятся «повторяющимися — и даже предсказуемыми» после первых нескольких уровней. Однако наиболее критикуемым аспектом версии для ПК в большинстве рецензий является управление. Eurogamer назвал его «временами приводящим в ярость», в основном из-за неправильного определения направления при выполнении определённых действий. GameSpot посчитал, что система управления слишком дёрганая, неотзывчивая и неоправданно медленная из-за задержек между реакцией игрового персонажа.
Графика, несмотря на общее невысокое количество и качество полигонов, получила положительные отзывы благодаря детализированным текстурам и разнообразным локациям. Eurogamer назвал игру «одним из лучших приключений от третьего лица» и похвалил встроенные в игру кат-сцены, заявив, что они «порой граничат с качественным фильмом». GameSpot отметил, что графика «не совсем передовая», но «в целом неплохая», благодаря «относительно плавной и убедительной» анимации. IGN похвалил окружение игрового персонажа за то, что в нём «гораздо больше индивидуальности, чем в серии игр про Лару Крофт». Eurogamer назвал некоторые локации «просто потрясающими», а GameSpot нашёл уровни «хорошо оформленными эстетически, благодаря убедительной архитектуре и декору стен». Кроме того, IGN назвал саундтрек «одной из лучших особенностей игры», поскольку он заметно усиливает драматическое действие. Журнал похвалил звукозапись за «чёткость и чистоту», но был разочарован скудностью музыкальных композиций и звуковых эффектов окружающего мира. Allgame был впечатлён эффектами стрельбы и озвучкой советских солдат на русском языке, а Computer and Video Games посчитал отсутствие Харрисона Форда в озвучивании Индианы Джонса разочаровывающим, хотя и понятным, учитывая его высокие гонорары. Eurogamer счёл, что комментарии игрового персонажа через некоторое время начинают раздражать, но был впечатлён окружающими звуками и музыкой, назвав последнюю «отличным материалом, ещё больше усиливающим ощущение киношности игры».
В странах СНГ версия для ПК получила смешанные отзывы. Портал Absolute Games похвалил открытость и разнообразность уровней, однако критиковал графическую реализацию воды и освещения, заторможенность игрового персонажа, а также пользовательский интерфейс в виде окошек Windows. По мнению журнала Game.EXE, игра не оправдала ожиданий, связанных с именем Джорджа Лукаса и претензией на замену серии Tomb Raider. Авторы рецензии отметили, что 17 огромных уровней для такой игры слишком много. Сходной точки зрения придерживался и автор рецензии в журнале «Навигатор игрового мира». В то же время, по мнению «Страны игр», Infernal Machine играется на порядок лучше, чем очередная Лара Крофт. «Игромания» указала на сложность головоломок Infernal Machine, отметив, что они «требуют лёгкого приятного шевеления в голове». Автор рецензии также похвалил игровую камеру, но в то же время раскритиковал графику игры, считая, что в ней совершенно нет ничего нового. Журнал «Домашний ПК» отметил, что в Infernal Machine есть то, что не встречалось ранее в играх жанра action или adventure — торговая составляющая после окончания каждого уровня игры, во время которой игрок может обменять найденные на предыдущих локациях алмазы на различные предметы инвентаря — в том числе аптечки, боеприпасы и карты.
Несмотря на улучшения, версия для Nintendo 64 была оценена критиками примерно так же, как и оригинал для ПК. IGN положительно оценил систему управления игры на данной платформе, добавив в неё управление предметами и прицеливание с помощью кнопок, сравнив её с системой управления Ocarina of Time. Хотя критик по-прежнему считал управление «медленным» и «немного неуклюжим», он высоко оценил его как «более интуитивное, плотное, быстрое и в целом более сбалансированное», чем в версии для ПК. GameSpot не разделял этих настроений и считал адаптацию клавиатурного управления к консольному контроллеру «довольно неуклюжей и неинтуитивной». Портал IGN был впечатлён проработкой текстур и освещением и счёл игру «одной из самых красивых» на платформе Nintendo 64, тем более, что для получения графики высокого разрешения использовалось дополнение Expansion Pak. Несмотря на положительные отзывы, графику критиковали за «деревянную» анимацию персонажей, периодические падения частоты кадров и ошибки, такие как, всплывающие окна и неправильное размещение текстур. IGN отметил, что звук был лучше, чем в версии для ПК, а GameSpot посчитал его примерно на одном уровне с графикой, уровня выше среднего. Кроме того, GameSpot критиковал версию для Nintendo 64 за многочисленные ошибки и зависания, что не характерно для консольных релизов.
Версия для Game Boy Color от HotGen, по данным портала GameRankings, получила практически такую же оценку, как и другие две версии игры. GameSpot раскритиковал её за возвращения назад при смерти Индианы, отсутствие подсказок в головоломках и недостаточное развитие сюжета, но похвалил за чистую анимацию и звуковые эффекты. Allgame был разочарован тем, что для понимания практически отсутствующего сюжета игры необходим отдельный инструктаж, и раскритиковал решение заставлять игрока перезапускать уровень после смерти, а также систему паролей, назвав её «раздражающей». Nintendo Power сравнил её с версией для Nintendo 64, отметив, что версия для Game Boy Color имеет большую глубину и гораздо меньше проблем с управлением, и назвал её скорее игрой-головоломкой.